# لینوود (ایندیانا)
لینوود (به انگلیسی: Linwood) یک منطقهٔ مسکونی در ایالات متحده آمریکا است که در شهرستان مدیسون، ایندیانا واقع شده‌است. لینوود ۲۷۳٫۱ متر بالاتر از سطح دریا واقع شده‌است.